# 安娜·馬勒
安娜·尤斯蒂娜·馬勒（德語：Anna Justine Mahler；1904年6月15日—1988年6月3日），奧地利雕塑家，大作曲家古斯塔夫·馬勒次女。

## 生平
安娜·馬勒在維也納出生，是古斯塔夫·馬勒和阿爾瑪·辛德勒的二女兒。馬勒的童年並不愉快，母親的婚外情顯然影響了家庭氣氛。1907年，她和姊姊瑪麗亞·安娜（Maria Anna）先後感染猩红热，安娜得以痊癒，姊姊則不幸夭折。1911年，父親病逝，彼時馬勒尚不滿7歲。阿爾瑪的幾段感情沒有為二女兒帶來太多慰藉，她與建築師瓦爾特·格羅佩斯的五年婚姻則是例外，至少足以令安娜·馬勒感受到些許的家庭和樂。同母異父的妹妹瑪儂亦在這段時間誕生。

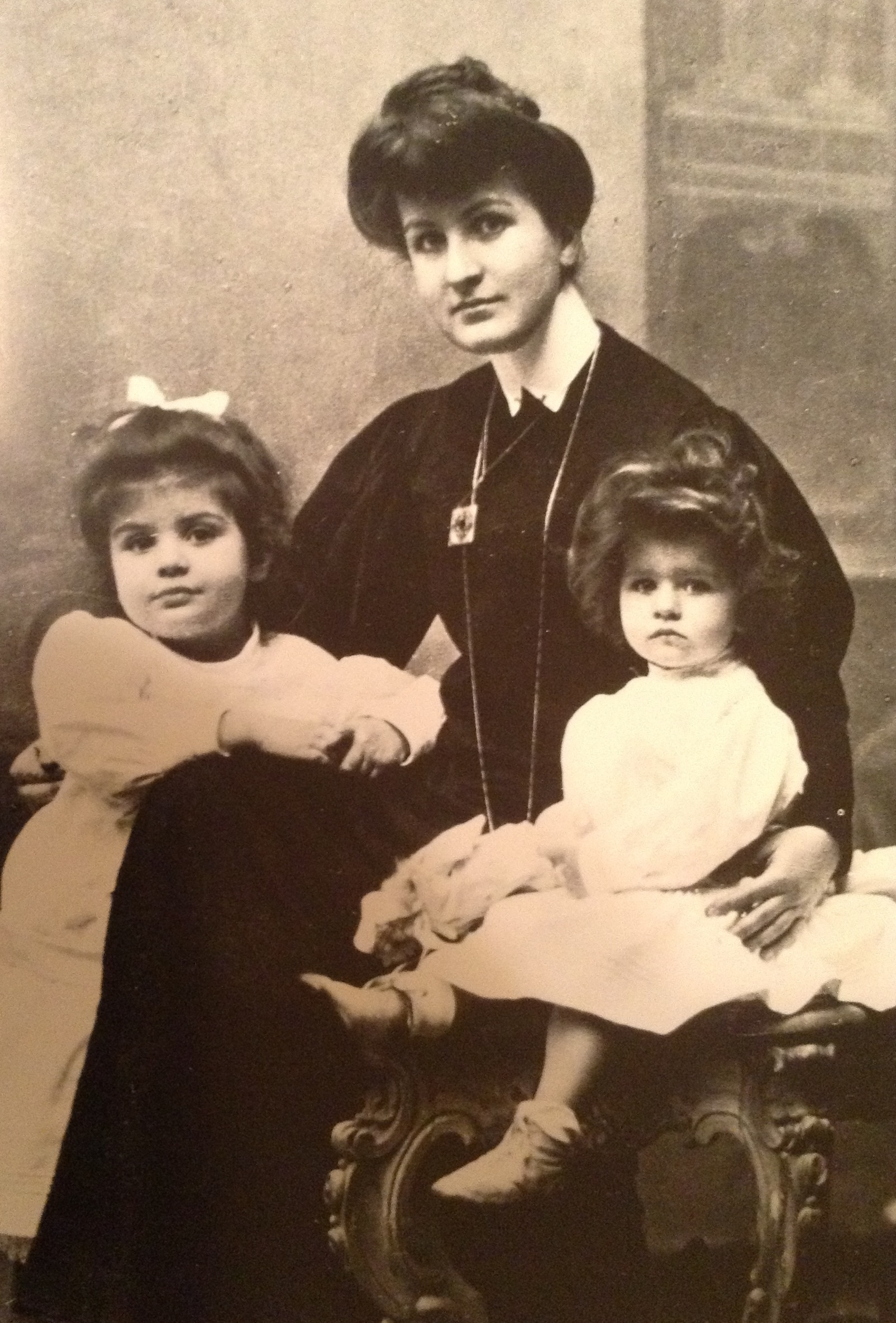
安娜·馬勒（圖右者）與母姊，約莫攝於1906年

出於雙親的職業之便，馬勒自小接觸維也納藝術界的領域人士，舉凡音樂家、視覺藝術家和文學家等，都是馬勒家的訪客。她曾被認為可以像父親一般從事音樂，惜未實現。不過，雖自己沒有成為音樂家，馬勒倒是與音樂家（們）墜入愛河。1920年11月2日，16歲的馬勒與指揮新星魯珀特·科勒（Rupert Koller）閃電成婚，不過這段婚姻緊緊維繫不出一年。之後她前往柏林研習繪畫，在那裏她同作曲家恩斯特·克热内克打得火熱，兩人在1924年1月15日結婚。
1924年11月，馬勒的第二段婚姻宣告結束（與上段同樣，不滿一年）。當時克熱內克正在寫作自己的第1號小提琴協奏曲（作品29），1925年1月5日，作品由另一位阿爾瑪，小提琴家阿爾瑪·穆迪首演，作曲者克熱內克沒有出席。幾天之後，馬勒與克熱內克正式簽字離婚。1929年12月2日，馬勒和出版商保羅·佐爾奈（Paul Zsolnay）結婚，翌年11月5日誕下一女，取名為阿爾瑪。這一段婚姻維持了五年，他們在1934年離婚。
26歲那年，馬勒決定以雕塑為業，她認為這是最能表現自己創作的形式。同年，維也納的弗里茨·沃楚巴教導馬勒雕塑所需的技巧，包括石雕、人物銅像等。馬勒留下許多音樂家的銅像作品，包括了作曲家勋伯格、贝尔格，鋼琴家施納貝爾、塞尔金和喬伊斯，以及指揮家克伦佩勒、瓦尔特等人。納粹掌權後，馬勒離開奧地利。1939年4月，她在倫敦的報紙刊登徵人廣告，想要尋找私人學生。
1943年3月3日，馬勒與指揮家阿納托爾·費斯托拉里結婚，這是她的第四段婚姻。他們的女兒瑪麗娜（Marina）在同年8月1日出生。戰爭結束後，馬勒隻身前往美國加州，在那裏的電視、廣播節目上露面。馬勒和費氏大約在1956年左右離婚。到了1970年前後，馬勒迎來第五段婚姻，對象是好萊塢一位後期導演、劇本作家，阿爾布雷希特·約瑟夫（Albrecht Joseph）。這回馬勒終於表明，自己找到了真愛，不過在75歲時她決定離開丈夫，希望彼此可以保持一些距離。
母親阿爾瑪在1964年過世之後，馬勒的財務狀況才算是真正自由。她返回倫敦，一段時間後她決定前往義大利斯波莱托，在那裏定居下來。1988年6月，馬勒探視在倫敦汉普斯特德的女兒瑪麗娜。3日，在自己的84歲生日前夕，馬勒在倫敦過世。她的遺骸被葬在倫敦的海格特公墓。

## 獲獎與榮譽
- 巴黎雕塑大獎，1937年

## 外部連結
- 安娜·馬勒的紀念網站